# Wyderta
Wyderta (ukrainisch Видерта; russisch Выдерта, polnisch Wyderta) ist ein Dorf im Norden der ukrainischen Oblast Wolyn mit etwa 2300 Einwohnern (2023).
Das zu Beginn des 16. Jahrhunderts erstmals schriftlich erwähnte Dorf liegt in Wolhynien 14 km nördlich vom Rajonzentrum Kamin-Kaschyrskyj, 67 km nördlich der Stadt Kowel und 137 km nördlich vom Oblastzentrum Luzk.
Am 12. Juni 2020 wurde das Dorf ein Teil neu gegründeten Stadtgemeinde Kamin-Kaschyrskyj; bis dahin bildete es die Landratsgemeinde Wyderta (Видертська сільська рада/Wydertska silska rada) im Norden des Rajons.
Durch das Dorf verläuft die Territorialstraße T–03–08.